# France 24
A France 24 (France vingt-quatre) egy francia állami televíziós hírcsatorna, amelyet kábeltévén, műholdon és interneten világszerte sugároznak. Adását 2006. december 6-án 20:29 órakor kezdte meg Párizsban. 2006 júliusa előtt a projekt a Chaîne Française d'Information Internationale (CFII) (angolul: French International News Network) néven futott.

## A társaság
A részvénytársaság formájában működő televíziót a TF1 Group és a Francia Televízió hozta létre, egyenlő tulajdoni arányban. A francia állam évi 80 millió eurós támogatást biztosít, ami a költségvetés nagy részét jelenti (a 2007-es költségvetés 87 millió euró). Az adó székhelye a Párizs melletti Issy-les-Moulineaux-ban található.
Az igazgatótanács elnöke Alain de Pouzilhac. A technikáért, a terjesztésért és a funkcionális alapon szervezett igazgatóságok munkájáért Jean-Yves Bonsergent felel, az információkért és a programokért Gérard Saint-Paul.
A France 24 társaság 370 embert foglalkoztat (köztük 170 újságírót és 160 fős technikai személyzetet), akik 28 különböző országból származnak, és átlagéletkoruk 33 év. A televízió munkanyelvei a francia, az angol és az arab.

## Vétel
A France 24 adása elérhető műholdon Európa, Afrika és a Közel-Kelet nagy részén, valamint kábeltévén New Yorkban és Washingtonban. A televízió honlapján élőben látható mind a francia, mind az angol nyelvű adás.

## Műsorok
A televízió két csatornát működtet, az egyiket franciául, a másikat túlnyomórészt angolul napi 4-6 óra francia adással. 2007-ben várható az arab nyelvű adás beindítása, később (a tervek szerint három éven belül) a spanyol is sorra kerül.
A csatorna a nap 24 órájában félóránként jelentkezik 10 perces híradókkal. Felhasználhatja részvényesei, a Francia Televízió és a TF1 képeit és tudósítóhálózatát, valamint szerződésben áll az AFP hírügynökséggel, az RFI és a Global Radio Network rádiótársaságokkal, valamint az RFO-val. A hírügynökségektől és más csatornáktól átvett műsorok mellett a televízió saját tudósítóhálózattal is rendelkezik.
A France 24 honlapja a december 7-i indulástól kezdve három nyelven (francia, angol, arab) elérhető.

## Külső hivatkozások
- hivatalos honlap (angol, francia)
- FigyelőNet – Este megkezdi adását a „francia CNN”
- Világgazdaság Online – Megkezdte adását a „francia CNN”